# Farkas Loránd
Farkas Loránd (Budapest, 1914. augusztus 31. – Budapest, 1986. július 15.) vegyészmérnök, flavonoidkémikus, az MTA tagja.

## Életpályája
Középiskoláit a fővárosban, Makón és Szegeden végezte, majd a Szegedi Tudományegyetemen folytatta tanulmányait. Itt szerzett matematika-fizika szakos tanári diplomát 1937-ben, majd négy éven át kémiát hallgatott a Budapesti Tudományegyetemen. 1942-ben Zemplén Gézánál doktorált a műegyetemen, majd a Zemplén vezette szerves kémiai tanszéken dolgozott, ahol tanársegéd, majd adjunktus lett.
1947–1950 között a Textilfesték- és Vegyitermék Vállalat kutatólaboratóriumát vezette. 1950-ben letartóztatták, három évig volt börtönben, illetve a recski kényszermunkatáborban politikai fogoly. 1953-ban szabadlábra helyezték és rehabilitálták.
1954–1956 között az Országos Találmányi Hivatalban dolgozott. 1956-tól a BME szerves kémiai tanszékén a flavonoid kémiai kutatócsoportot vezette mint címzetes egyetemi tanár. Éveken át volt a müncheni Lajos–Miksa Egyetem, majd a floridai egyetem vendégprofesszora is.
Budapesten hunyt el 72 évesen, 1986. július 15-én.

## Munkássága
A flavonoidok és izoflavonoidok gyűrű-izomerizálását megoldó eljárások kutatásával, valamint szénhidrátkémiai kutatásokkal foglalkozott. A természetes növényi eredetű szerves vegyületek kémiájának, illetve a növényi hatóanyagok kiemelkedő tudású kutatója volt, számos értékes eredmény, köztük az aktív metilén csoportok formilezési reakciójának kiterjesztése fűződik a nevéhez.
A Chinoinnal együttműködve fedezte fel az Ypriflavon nevű gyógyszert. Az MTA Flavonoidkémiai Munkabizottságának elnöke volt. A Francia Tudományos Akadémia 1963-ban Chevreul arany emlékéremmel tüntette ki.

## Főbb munkái
- Topics in Flavonoid Chemistry and Biochemistry (társszerzőkkel, Budapest, 1975)
- Flavonoids and Bioflavonoids (társszerzőkkel, Budapest, 1977)